# Stackhousia viminea
Stackhousia viminea är en benvedsväxtart som beskrevs av James Edward Smith. Stackhousia viminea ingår i släktet Stackhousia och familjen Celastraceae. Inga underarter finns listade.